# Revolta dos Muckers

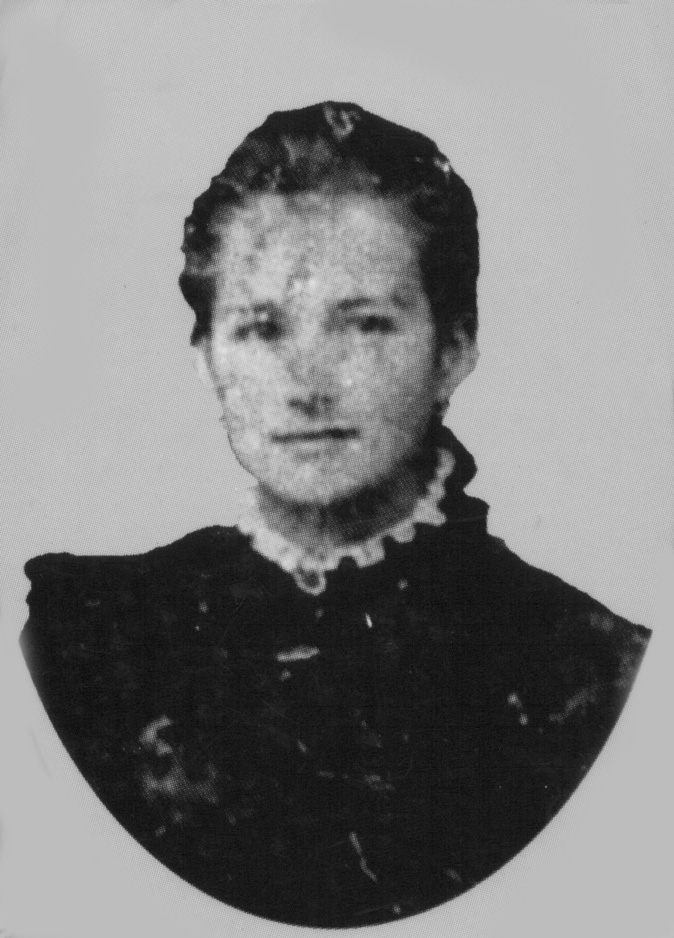
Jacobina Mentz Maurer, a líder da revolta.

A Revolta dos Muckers ou Campanha do Morro do Ferrabrás  foi um conflito armado ocorrido entre 1873–1874, entre tropas militares e integrantes de uma comunidade religiosa liderada desde 1869 pelo casal Jacobina Mentz Maurer e João Jorge Maurer (também chamado na colônia de Hansjörg Maurer), em São Leopoldo, atualmente Sapiranga, no Rio Grande do Sul. O cenário da revolta foi a linha Ferrabraz, abrangendo as atuais localidades de Campo Bom, Lomba Grande e Novo Hamburgo.
Os mucker eram colonos que ocupavam o Morro Ferrabrás, na colônia chamada Padre Eterno, Fazenda Leão ou Leonerhof, no centro do triângulo balizado por Novo Hamburgo, Taquara e Gramado, área povoada por agricultores imigrantes alemães, sem esquecer de Sapiranga. Esses colonos, sem assistência médica, religiosa ou educacional, entraram num processo de decadência social e empobrecimento. Nesse quadro de abandono, despontaram as lideranças de João Maurer, um curandeiro a quem os colonos confiavam sua saúde, e sua esposa Jacobina, que na falta de padres e pastores, passou a interpretar a Bíblia e assim a desfrutar grande credibilidade entre os colonos — credibilidade que aumentou em decorrência de seus ataques epilépticos, interpretados por seus seguidores como encontros com Deus. Também desempenhou um papel importante nos acontecimentos João Jorge Klein, pastor leigo e professor, cunhado de Jacobina Maurer.
No episódio da revolta dos muckers, tropas do exército foram lançadas numa operação sangrenta, fruto da inabilidade das autoridades de São Leopoldo e da Província do Rio Grande do Sul.

## Antecedentes
Os muckers eram uma pequena comunidade religiosa, de cerca de 150 pessoas, estabelecida ao pé do Morro Ferrabrás, no até então município de São Leopoldo. O número de simpatizantes, porém, teria chegado entre 700 e 1000 pessoas, numa colônia com cerca de 14 mil habitantes. A região era ocupada por imigrantes alemães, que haviam chegado ao Rio Grande do Sul a partir de 1824. Eram colonos originários da região de Hunsrück, no sudoeste da Alemanha, onde, na época, predominava uma grande miséria, em consequência das guerras napoleônicas. O termo mucker geralmente é traduzido como "santarrão", ou "falso beato", mas Dreher (2017) considera que a origem pode ser também o verbo alemão "mucken", relacionado ao zumbido do enxame de abelhas, que poderia simbolizar as rezas do grupo, significando assim "rezadores". O próprio grupo, porém, não se autodenominou de nenhuma forma. Nas documentações oficiais, a denominação mucker só aparece uma vez, sendo em geral chamados de Mauristas ou Maurersekte (Seita dos Maurer).
A família de Jacobina já tinha um histórico de envolvimento em contendas religiosas na Alemanha. Os avós haviam emigrado para o Brasil, fugindo de perseguições religiosas. Ambos haviam deixado a igreja evangélica e a escola, estabelecendo uma comunidade religiosa independente com mais seis ou sete famílias, o que culminou na sua perseguição. Na Alemanha os membros dessa dissidência, que se manteve por vários anos, era conhecida como pietista. Em 1824, entre os primeiros imigrantes alemães que chegaram ao Brasil, estavam os avós de Jacobina. O grupo foi recebido pelo imperador Dom Pedro I e pela imperatriz Leopoldina. Em seu encontro com a imperatriz, Libório Mentz, o avô de Jacobina, confidenciou-lhe que viera para o Brasil fugindo da repressão religiosa na Alemanha. Em resposta, a imperatriz garantiu-lhe  que, no Brasil, eles teriam garantida a liberdade de culto.
Em 1866, após se casar com João Maurer, a fama de Jacobina começou a crescer. A comunidade se organizou em volta do casal de agricultores Jacobina Mentz Maurer e João Jorge Maurer. João Jorge era também carpinteiro e curandeiro, atividade auxiliada por Jacobina que reunia os pacientes em cultos domésticos onde eram feitas leituras e interpretações da Bíblia.
Os seguidores dos Maurer seguiam regras rígidas, tais como: não fumar, não beber e não ir às festas. Além disso, eles começaram a tirar seus filhos das escolas comunitárias. Tudo isso gerou desconfiança e rejeição, por parte dos demais colonos, aos seguidores do casal. Passaram a ser acusados de separatismo por se afastarem da igreja e da comunidade, professando uma variação mais ortodoxa da fé cristã que lembrava o pietismo dos avós em vez do alinhamento aos pastores luteranos ordenados e os padres jesuítas. Para Dreher (2017), o movimento mucker é uma reação a uma nova igreja que está se formando com a chegada de pastores vindos de universidades influenciados pelas mudanças que a Europa vivia em contraposição ao cristianismo leigo que marcara as primeiras décadas da imigração alemã.

## Características da população mucker
As crianças até 13 anos de idade representavam 30% dos adeptos; os adultos entre 33 e 47 anos eram 26% e formavam a liderença do grupo. 70% dos muckers adultos eram casados e 9% eram idosos com mais de 58 anos. Todos os muckers eram de origem alemã, mas 64% já eram nascidos no Brasil e, destes, 94%  eram descendentes de famílias antigas, que haviam chegado ao país antes de 1830. Entre os 36% nascidos na Alemanha, mais da metade deles chegou ao Brasil quando ainda eram crianças.
A maioria dos muckers só falava alemão; 57,3% eram analfabetos e 23,5% semianalfabetos (incluindo a própria Jacobina). Apenas 42,5% dos muckers eram proprietários dos seus próprios lotes e a maioria trabalhava em terras de parentes ou de terceiros. Quanto à profissão, 69% dos homens adultos eram lavradores, 13% eram artesãos-lavradores e 11% eram artesãos. No que concerne à religião, 85% dos muckers eram protestantes, sendo que 55% da população de São Leopoldo pertencia a essa religião. Os seguidores de Maurer, aliás, não consideravam ter optado por outra religião, nem Jacobina a fundadora de uma nova crença, mas afirmavam professar a religião evangélica.

## Desenvolvimento da revolta dos muckers
Em maio de 1873, alguns colonos queixaram-se à polícia sobre os Mucker, o que levou a abertura de um inquérito policial. João Jorge Maurer acabou preso por 45 dias, tendo de assinar um termo concordando em não realizar mais reuniões em sua casa. Jacobina, no mesmo período, foi internada na Santa Casa de Porto Alegre para exames. Nos depoimentos, o casal Maurer é considerado incapaz de comandar o grupo, levantando suspeitas sobre João Jorge Klein, cunhado de Jacobina, que seria o mentor. Em novembro do mesmo ano, 32 frequentadores da casa dos Maurer foram presos sem acusação formal, após um atentado contra o inspetor de quarteirão João Lehn, responsável por fiscalizar o cumprimento do termo de João Maurer, que acabou preso por violá-lo. Dois outros homens foram presos, suspeitos de realizar o atentado e um terceiro perdeu a guarda de um órfão. Este menino acabou sendo assassinado em abril de 1874, na casa de seu novo tutor. Os dois homens encapuzados que teriam praticado o crime não foram identificados, mesmo assim foram acusados o antigo tutor e um companheiro seu, que posteriormente foi preso e levado a julgamento.
Em seguida, a casa de Martinho Kassel, um ex-seguidor do casal, foi incendiada, tendo seus filhos e sua mulher morrido no desastre. O crime foi ligado aos mucker. Nos dias 25 e 26 de junho, sete casas, galpões e vendas foram incendiados por seguidores de Maurer. Opositores à seita foram assassinados. Também seguidores tiveram suas casas saqueadas e queimadas. Ao escurecer de 28 de junho de 1874, o coronel Genuíno ordenou um ataque sobre a casa dos Maurer esperando obter sua prisão. Mas ele teve uma surpresa. Os muckers entrincheirados em troncos de árvores e depressões de terreno que conheciam muito bem, reagiram violentamente ao custo de 4 mortos e 30 feridos. Sendo noite, o coronel Genuíno ordenou um retraimento para 10 quilômetros à retaguarda, na atual Campo Bom.
Decorrido 21 dias, em 19 de julho de 1874, o coronel Genuíno, com reforços recebidos, inclusive 150 colonos alemães voluntários, atacou novamente e incendiou o reduto dos muckers — a casa do casal Maurer. No ataque, morreram 12 homens e 8 mulheres muckers. Foram presos 6 homens e 36 mulheres.
Cerca de 17 muckers se retiraram para outro reduto. Eles constituíam parte das lideranças mais expressivas. Para o coronel Genuíno, a vitória parecia ter sido completa.
Ao amanhecer de 20 de julho de 1874, o acampamento das tropas governistas é atingindo por tiros de tocaia, disparados de mato próximo, seguindo-se cerrado tiroteio. O coronel Genuíno foi atingido com um tiro sobre a artéria da coxa, vindo a falecer, após esvair-se em sangue, sem socorro do médico, que se deslocara para São Leopoldo com os outros feridos.
Após os combates do dia 21, as tropas militares refluem para Campo Bom. O tenente-coronel Augusto César assumiu o comando.

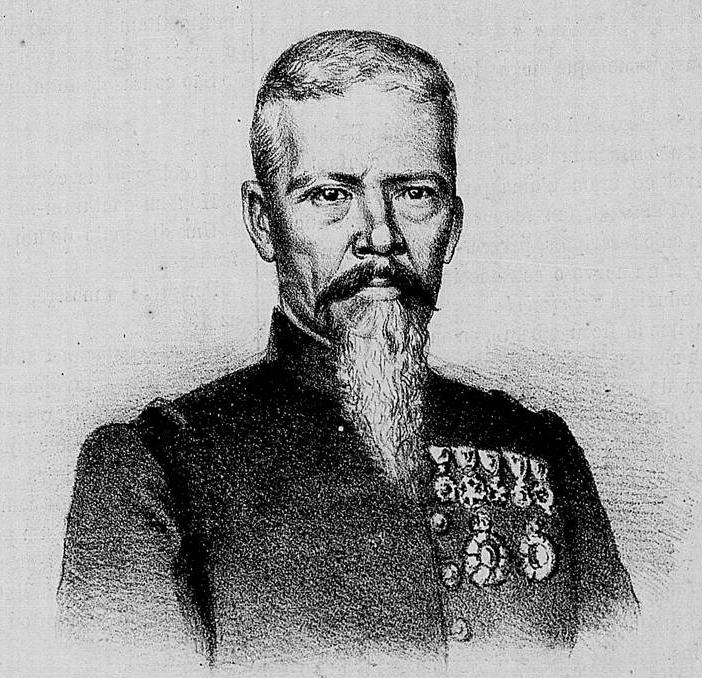
O Tenente-Coronel Genuíno Olympio de Sampaio.

Em 21 de julho de 1874, um novo ataque ao reduto dos muckers é repelido, com 5 mortos e 6 feridos do Exército. Quatro dias depois, no dia 25, a força civil composta de colonos de Sapiranga, Taquara, Dois Irmãos e outras localidades, tentaram, sem êxito, um ataque ao reduto Mucker. Foi aí que o capitão Francisco Clementino Santiago Dantas, que participara dos ataques iniciais ao lado do coronel Genuíno ofereceu-se ao Presidente da Província para comandar o ataque final.
Em 2 de agosto de 1874, decorrido 35 dias do início das operações, o capitão Santiago Dantas atacou o último reduto dos Muckers, após uma delação de prisioneiros. No renhido combate, pereceram 17 deles, dos quais 13 homem e 4 mulheres, entre elas Jacobina Maurer. João Maurer fugiu e nunca foi encontrado.
Os Muckers presos antes e durante a luta, após processo em que foram condenados, apelaram e foram libertados em 1883. Os muckers sobreviventes, para fugir às perseguições dos habitantes do lugar, mudaram-se para a Terra dos Bastos, em Lajeado. Lá, no Natal de 1898, foram atacados e chacinados por colonos da Picada May, por acreditarem terem sido eles os assassinos da senhora Schroeder. Mas foi o marido que a matara para se casar com outra mulher. A verdade só veio à luz depois do linchamento dos muckers remanescentes, todos inocentes. Também na Fazenda Pirajá, em Nova Petrópolis, houve perseguição e violências contra colonos identificados com o movimento mucker.
Participaram do combate aos muckers os mais tarde coronéis Carlos Teles, que será sitiado por 46 dias em Bagé, e João Cezar Sampaio, que o libertou em 8 de janeiro de 1894, à frente da Divisão do Sul. O último era genro do coronel Genuíno, morto no Ferrabraz. Ambos, Carlos Teles e Sampaio, destacar-se-iam por seus feitos na guerra de Canudos.

## Filmografia
- Os Muckers (1978). Filme dirigido por Jorge Bodanzky e Wolf Gauer, com Marlise Saueressig como Jacobina, que ganhou um kikito de melhor atriz. A maior parte do filme é falado em Hunsrückisch,[12] que é o dialeto germânico mais difundido entre os descendentes de alemães no Rio Grande do Sul.[13]
- A Paixão de Jacobina (2002). Filme dirigido por Fábio Barreto, com Letícia Spiller interpretando Jacobina.